# 霍恩费尔德 (普伦县)
霍恩费尔德是德国石勒苏益格－荷尔斯泰因州的一个市镇。总面积10.54平方公里，总人口1073人，其中男性580人，女性493人（2011年12月31日），人口密度102人/平方公里。